# Теренс Спінкс
Теренс Джордж «Террі» Спінкс  (англ. Terence George «Terry» Spinks; 28 лютого 1938 — 26 квітня 2012) — колишній англійський боксер-любитель, згодом — професіонал.
Олімпійський чемпіон з боксу у найлегшій вазі (1956), чемпіон Великої Британії у напівлегкій вазі серед професіоналів (1960—1961).

## Любительська кар'єра
Займатися боксом розпочав у шкільному віці. Виграв першість Англії серед школярів. У 1956 році дебютував серед дорослих і відразу ж виграв першість Любительської боксерської асоціації Англії у найлегшій вазі. Одночасно здобув право виступити на Олімпіаді.
На літніх Олімпійських іграх 1956 року в Мельбурні (Австралія) у змаганнях боксерів найлегшої ваги почергово переміг Семуеля Гарріса (Пакистан), Абеля Лаудоніо (Аргентина), Володимира Стольнікова (СРСР), Рене Лібе (Франція) та у фіналі — Мірчу Добреску (Румунія).

## Професійна кар'єра
У професійному боксі дебютував 9 квітня 1957 року, перемігши технічним нокаутом Джима Логрі.
У вересні 1960 року, як претендент, провів бій за звання чемпіона Великої Британії у напівлегкій вазі в якому технічним нокаутом переміг Боббі Нейла і став новим чемпіоном. Два місяці по тому також виграв бій-реванш.
У травні 1961 року у Вемблі технічним нокаутом поступився валійцю Говарду Вінстону, втративши чемпіонський титул.